# Fauziya Edrees Al-Sulaiti
Fauziya Edrees Salman Al-Sulaiti (arabisch فوزية بنت إدريس سلمان السليطي, DMG Fauziyya bt. Idrīs Salmān as-Sulaiṭī) ist eine katarische Diplomatin.
Fauziya Edrees Al-Sulaiti ist die erste weibliche katarische Botschafterin in Jakarta. Neben Indonesien ist sie auch für die ASEAN und Osttimor zuständig. Ihre Akkreditierung für Indonesien übergab sie am 10. Juni 2020 an Staatspräsident Joko Widodo. Die Akkreditierung für die ASEAN übergab Fauziya Edrees Al-Sulaiti aufgrund der Corona-Pandemie per Videokonferenz am 8. Februar 2021, ebenso am 11. November 2021 für Osttimor.